# ラリー・ドリュー
ラリー・ドリュー（Larry Donnell Drew Sr.、1958年4月2日 - ）は、アメリカ合衆国の元バスケットボール選手。北米男子プロバスケットボールNBAのロサンゼルス・クリッパーズのアシスタントコーチを務めている。カンザス州カンザスシティー出身。身長193cm、体重86kg。

## 選手時代
1980年 1巡目　17位でデトロイト・ピストンズより指名を受けNBAプレーヤーとなった。サクラメント・キングス、ロサンゼルス・クリッパーズ、Vuelle(イタリア)、ロサンゼルス・レーカーズでプレーした。通算成績8,110 (11.4 ppg)得点、1,265 (1.8 rpg)リバウンド、3,702 (5.2 apg)アシスト。

## ヘッドコーチ時代
2010年から3シーズン、アトランタ・ホークスのヘッドコーチを務めた後、2013年からミルウォーキー・バックスのヘッドコーチを務めていたが、15勝67敗とリーグ最低の成績に終わり、バックスのオーナー交代に伴い解任された。

## 人物
息子のラリー・ドリュー2世も、バスケットボール選手として活躍している。